# Oude Kerk (Ermelo)
De Oude Kerk in het centrum van de Nederlandse plaats Ermelo is een van de oudste kerkgebouwen op de Veluwe. 
Het gebouw gaat terug op een schenking van bisschop Ansfried van Utrecht, die in 1006 bij Leusden het klooster Hohorst stichtte. De monniken hadden de opdracht  meegekregen om de Veluwe te kerstenen. Zij ontgonnen de grond, stichtten een kerkdorp en van daaruit ook andere kerkdorpen zoals Elspeet, Nunspeet en Harderwijk, alle dochterkerken. De Grote Kerk in Harderwijk heeft eeuwenlang jaarlijks recognitiegelden aan de moederkerk in Ermelo betaald, een verplichting die pas aan het eind van de 19e eeuw werd afgekocht.
Aanvankelijk was de Oude Kerk een romaanse zaalkerk zonder toren. Het schip had de voor die tijd niet geringe afmetingen van 10,2 m x 21 m. De muren waren van tufsteen, aangevoerd vanuit de Duitse Eifel, en hadden een dikte van 1,2 m. Stukken van deze dikte zijn hier en daar nog bewaard gebleven. Circa honderdvijftig jaar later werden, eveneens in romaanse stijl, een toren en een koor aangebouwd. In de 15e eeuw werd het schip verhoogd. Het romaanse maakte gedeeltelijk plaats voor het gotische. Dit geldt ook voor de torenspits. Aan de noordgevel van het koor is te zien dat hier een sacristie is geweest. Deze is later verdwenen.
Bij de grote restauratie van de kerk, die plaatsvond in de jaren 1970–1973 onder architectuur van ir. T. van Hoogevest, werd besloten de beide aanbouwen uit de 19e en 20e eeuw af te breken en de oorspronkelijke plattegrond te herstellen. Het koor, dat vóór de restauratie tot portaal was gedegradeerd, werd weer bij de kerk getrokken en de hoofdingang kwam zoals vanouds aan de westzijde te liggen.
Het interieur omvat een 12de-eeuwse zandstenen doopvont en een Bätz-orgel uit 1816, dat tot 1973 in de Kleine of Sint Jacobskerk in Brielle stond.
De kerk wordt gebruikt door de Hervormde Gemeente Ermelo (PKN).